# Тюльпан поникающий
Тюльпа́н поника́ющий (лат. Túlipa pátens) — вид многолетних луковичных травянистых растений из рода Тюльпан семейства Лилейные. Занесён в 10 региональных Красных книг Российской Федерации, имеет статус охраняемого в ряде областей Казахстана.

## Распространение и экология
Ареал: в естественной среде произрастает на северо-востоке Средней Азии, в России — в Заволжье, Нижнем Поволжье, степях Дона, Западной Сибири, на Южном Урале.
Экология: в естественных условиях произрастает в степных или полупустынных областях, иногда на солонцах, на остепенённых скальных обнажениях по берегам рек.
Фенология: цветёт с середины апреля до 20-х чисел мая, плодоносит в июне.

## Ботаническое описание
Луковица имеет яйцевидную форму, с волосистой оболочкой.
Высота стебля 10—25 сантиметров, листьев 2—3, заострённые отогнутые.
Единственный цветок — поникающий, заострённый, снаружи зеленоватый с фиолетовым оттенком, изнутри — белый.

## Указания в Красных книгах регионов России
- Алтайский край
- Республика Башкортостан
- Кемеровская область
- Новосибирская область
- Омская область
- Ростовская область
- Самарская область
- Саратовская область
- Челябинская область